# Инчауспе, Педро Луис де
Педро Луис де Инчауспе Хадакакива (исп. Pedro Luis de Inchauspe Jadacaquiva; ок. 1790, Хадакакива, генерал-капитанство Венесуэла — 1822, Сьюдад-де-Нутриас, Великая Колумбия) — венесуэльский военный, участвовавший в войне за независимость Венесуэлы.

## Биография
Инчауспе начал службу солдатом в роялистской армии, дослужился до капитана, участвовал в битве при Арауре. Был ранен в Первой битве при Карабобо в 1814 году. Возглавив оборону Коро и получив звание полковника, он был разбит полковником Хуаном Эскалоной при Кумаребо 11 июня 1821 года. Восемь дней спустя он взял реванш при Дос-Каминосе. После поражения роялистов во второй битве при Карабобо он начал переговоры с повстанцами и в августе перешел на их сторону в обмен на сохранение своего звания. Позже он участвовал во взятии роялистских опорных пунктов Коро, Маракайбо и Пуэрто-Кабельо. Был убит в 1822 году.